# Coelognathus enganensis
Espèce
Synonymes
- Coluber enganensis Vinciguerra, 1892
- Coelognathus subradiatus enganensis (Vinciguerra, 1892)

Statut de conservation UICN

 DD  : Données insuffisantes
Coelognathus enganensis  est une espèce de serpents de la famille des Colubridae.

## Répartition
Cette espèce est endémique d'Enggano en Indonésie.

## Publication originale
- Vinciguerra, 1892 : Rettili e batraci di Engano. Annali del Museo civico di storia naturale di Genova, sér. 2, vol. 7, no 32, p. 517-526 (texte intégral).